# Selenocystein
Selenocystein je neesenciální proteinogenní aminokyselina podobná cysteinu, ale na rozdíl od něj má místo atomu síry atom selenu. Jedná se o výjimku z pravidla, že existuje pouze 20 proteinogenních aminokyselin – selenocystein se proto někdy označuje jako 21. proteinogenní aminokyselina (nicméně podobná situace je s pyrolysinem). Je to hlavní zdroj organického selenu.[zdroj?]
Selenocystein se váže na speciální tRNA, která nese antikodon UGA. Tento antikodon rozeznává UGA kodon na mRNA, což je za normálních okolností stopkodon – žádná aminokyselina by se v tomto případě neměla zařadit a prodlužování proteinu by se mělo zastavit. To, že se zařadí aminokyselina selenocystein, je způsobeno sekvencí v bezprostředním okolí kodonu UGA. Selenocystein se vyskytuje např. v selenoproteinech formiátdehydrogenázách v některých eukaryotních a prokaryotních organismech, např. E. coli.